# Kalophrynus eok
Kalophrynus eok es una especie  de anfibios de la familia Microhylidae.

## Distribución geográfica
Es endémico del estado de Sarawak (Malasia) y, posiblemente  en la zona adyacente de Indonesia, en la isla de Borneo.

## Estado de conservación
Se encuentra amenazada de extinción por la pérdida de su hábitat natural.